# Testes de mercado
A European Society for Opinion and Marketing Research (ESOMAR) define Teste de Mercado como "um tipo de experimento controlado conduzido em uma área geográfica cuidadosamente selecionada para entender o impacto do programa de marketing nas vendas ou rentabilidades de um produto ou serviço". Para Achenbaum (1974) o Teste de Mercado é "um experimento controlado, realizado numa limitada, mas cuidadosamente selecionada parte de um mercado, cujo objetivo é o de prever as conseqüências sobre as vendas ou sobre os lucros, tanto em termos absolutos quanto relativos, de uma ou mais ações de marketing propostas".
As duas definições são muito similares. Ambas ressaltam que o teste de mercado é um procedimento experimental e envolve uma seleção cuidadosa de amostras. Também destacam que os objetivos de se realizar um teste no mercado são entender e prever ações de marketing diversas, sempre com foco na otimização da rentabilidade. Neste artigo será adotada a definição de Achenbaum, por incluir que a previsão das conseqüências pode ser medida de maneira absoluta e relativa.

## Aplicações de Testes de Mercado
Há inúmeras possibilidades de utilização de Testes de Mercado. Abaixo seguem alguns exemplos, propostos por Mattar (2003, p. 109).
- Qual o melhor canal para distribuir o produto?
- Qual a relação entre espaço ocupado na prateleira dos supermercados e a participação no mercado de determinado produto?
- O tipo de vizinhança do nosso produto na prateleira do supermercado tem implicações em suas vendas?
- Qual o relacionamento entre a altura em que o produto é colocado na prateleira do supermercado e suas vendas?
- Posicionamento de preços – Qual o efeito sobre as vendas de uma pretendida redução no preço de um produto?
- Canibalização – O lançamento de um novo item na linha de produtos ganhará vendas de um produto da mesma empresa ou do concorrente?
- Qual deverá ser o efeito de uma nova campanha de propaganda ou de promoção de vendas?
- Qual a relação entre o nível de estocagem do produto nos lares e o volume de consumo?
- Qual dentre as n opções de propaganda/ promoções de vendas/ novas embalagens/ novas marcas/ novos sabores/ novos aromas/ novas cores/ novos rótulos/ novo design etc. sensibiliza mais o consumidor e deve ser adotada?

Em todos os exemplos, a empresa evita correr riscos desnecessários realizando experimentos para verificar os resultados prováveis antes de tomar a decisão final.

## Quando realizar um Teste de Mercado
Antes de decidir por realizar um teste de mercado, a empresa precisa ponderar seus custos e benefícios. Produtos de baixo custo ou de grande probabilidade de sucesso não precisam ser testados. Também é preciso considerar os investimentos necessários para fazer um lançamento e para fazer um teste: se há necessidade de investimentos altos tanto para lançar o produto no mercado quanto na área teste, isto é, o quando o custo para produzir um lote piloto é muito alto, então o teste de mercado é inviável. (MATTAR, 2005)
Por exemplo, ninguém faz um teste de mercado para avaliar um novo automóvel, pois é necessário montar uma linha automatizada para fabricar um lote piloto para o teste. E se a conclusão do teste é a de que o automóvel não será aceito pelo mercado, financeiramente não faz sentido desmanchar a linha depois de automatizada.
No caso de um sabão em pó, o lançamento é caro e precisa de investimentos em mídia, promoção e distribuição para todo o mercado. Neste caso vale a pena fazer um teste de mercado antes de lançar, já que a fabricação de um lote piloto para teste não é inviável.
Vale lembrar que os testes de mercado são transparentes e não é só a empresa que acompanha os resultados. Se o produto a ser testado for uma novidade, fácil de ser copiada e não estiver legalmente protegida, pode ser melhor não arriscar e optar por não fazer o teste. Porém, se os efeitos do fracasso forem comprometedores para a imagem e prestígio da empresa, então o teste deverá ser realizado. (MATTAR, 2005).

## Duração de um Teste de Mercado
Os testes de mercado costumam durar em média de seis a doze meses. Segundo a abordagem de Mattar (2005), a determinação da duração depende de alguns fatores, citados abaixo:
- Objetivos do teste – número de hipóteses a serem testadas;
- Ciclo de recompra do produto – o teste deve durar até que se observe o comportamento da recompra, pois isto indica o impacto do produto em longo prazo e dá estabilidade aos resultados;
- Probabilidade de reação da concorrência – se o risco de o produto ser imitado é grande, então a duração deve ser curta;
- Resposta inicial do consumidor;
- Considerações sobre os custos do teste – a comparação dos custos com os ganhos e informações adicionais do teste ajudam a determinar a duração;
- Filosofia da empresa. Uma empresa mais agressiva pode aceitar maiores riscos no lançamento de um produto. Já empresas conservadoras podem preferir lançar um produto após a realização de um teste de mercado para minimizar os riscos.

## Critérios de seleção da área a ser testada
Não existe uma área ideal para ser testada que represente toda a população do teste. Devem ser procuradas áreas que reúnam o maior número de características que as aproximem de um mercado-teste ideal. Malhotra (2001) e Mattar (2005) recomendam as seguintes características para a área teste:
- Não ser muito pequena, pois precisa gerar projeções significativas, mas também não ser tão grande a ponto de tornar o teste dispendioso;
- Ser representativa nos perfis sociais, demográficos e econômicos;
- Ser representativa quanto ao comportamento de consumo do produto;
- Ser representativa quanto ao uso dos meios de comunicação;
- Ser representativa quanto à concorrência;
- Estar relativamente isolada em termos de mídia e distribuição física;
- Ter um desenvolvimento histórico normal na classe do produto;
- Ser acessível para realização de pesquisas de marketing e auditorias;
- Não ser super testada.